# Stara Katedra w Coimbrze
Stara Katedra w Coimbrze (port. Sé Velha de Coimbra) – świątynia wzniesiona w 1162 roku.
Jest jednym z najbardziej charakterystycznych zabytków architektury romańskiej w Portugalii. Katedra do dziś zachowała się w prawie nienaruszonym stanie, natomiast renesansowa Piękna Brama (Porta Especiosa) dobudowana do północnej ściany świątyni, jest mocno zniszczona.

Stara Katedra w Coimbrze - Sé Velha de Coimbra
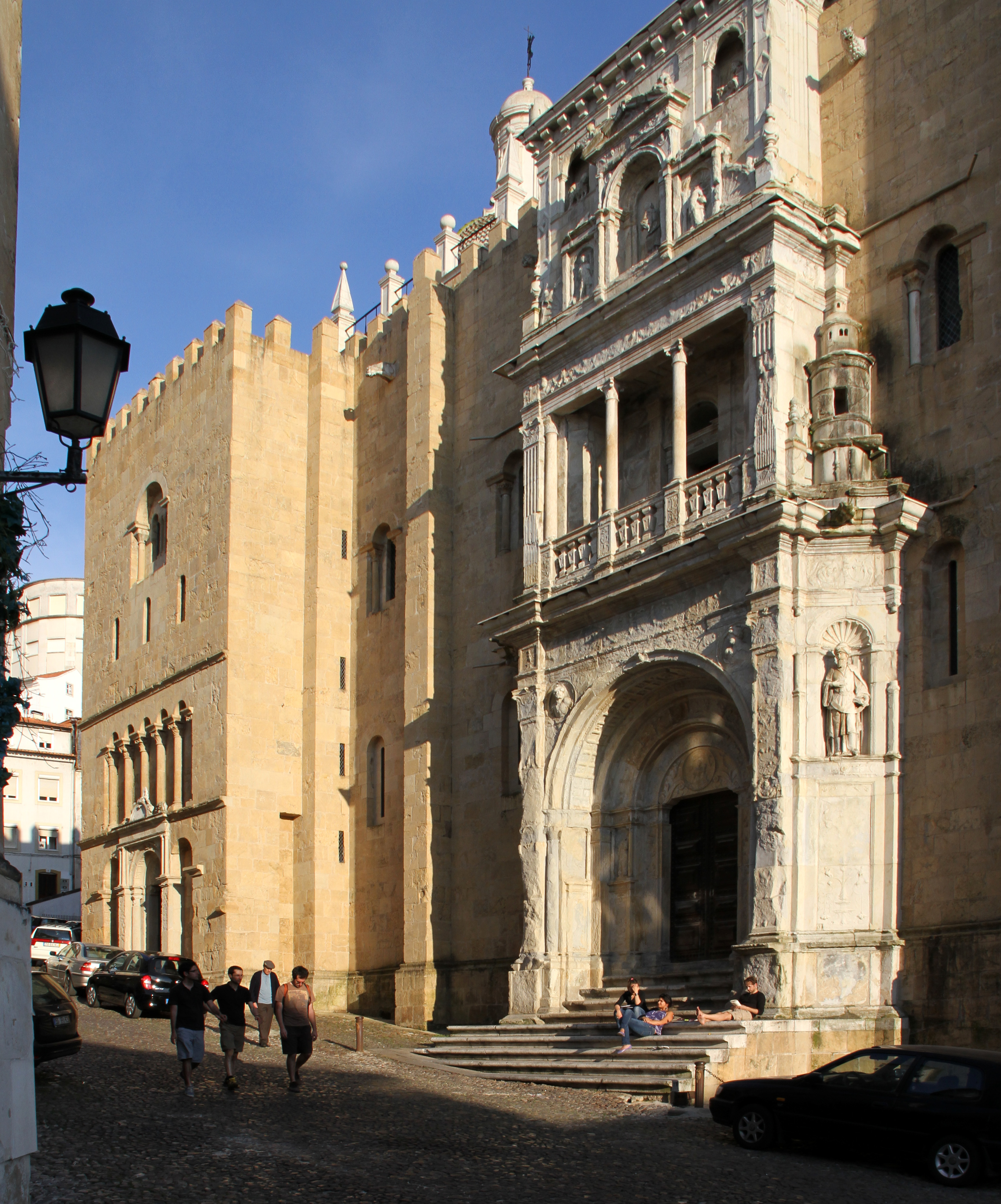
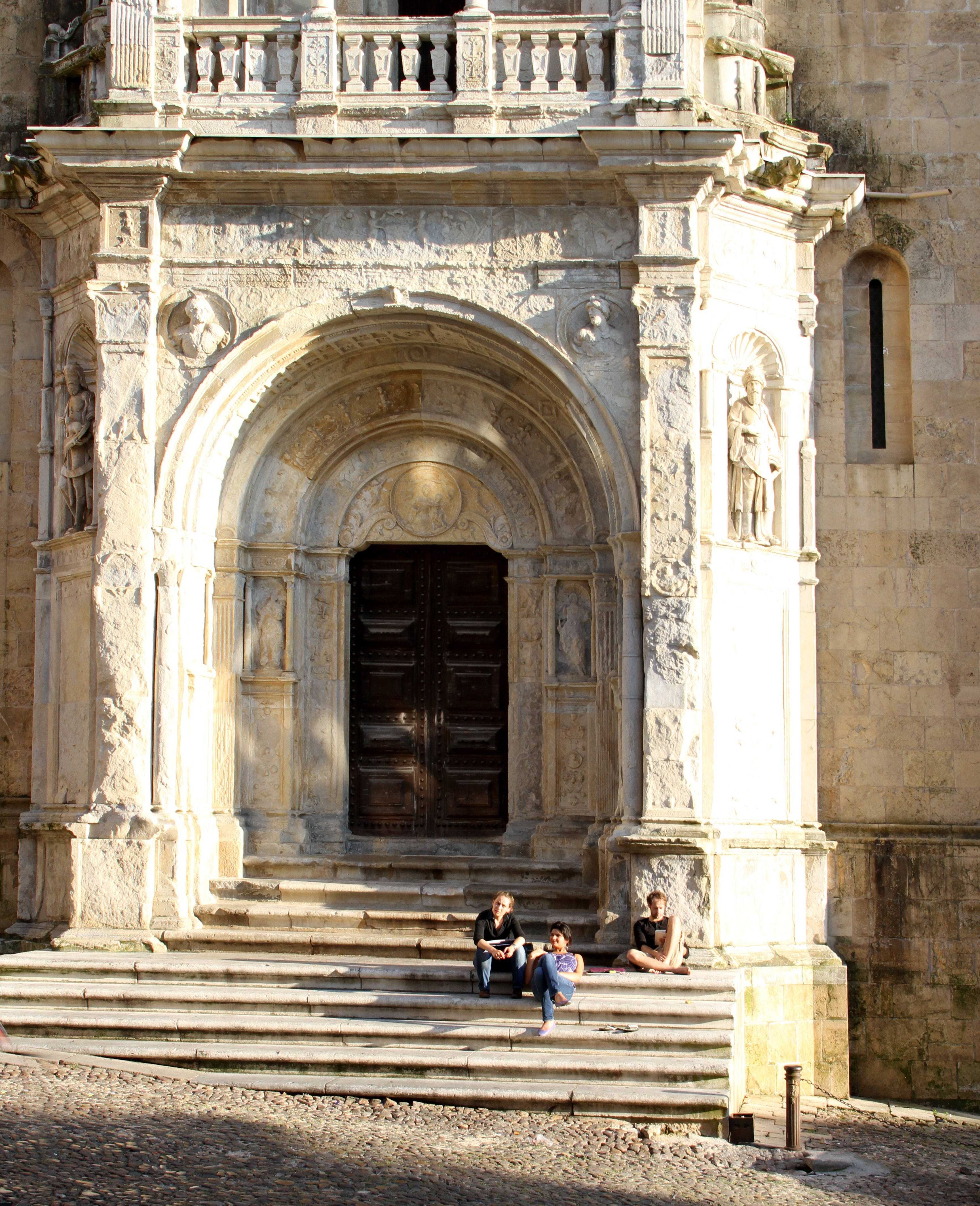
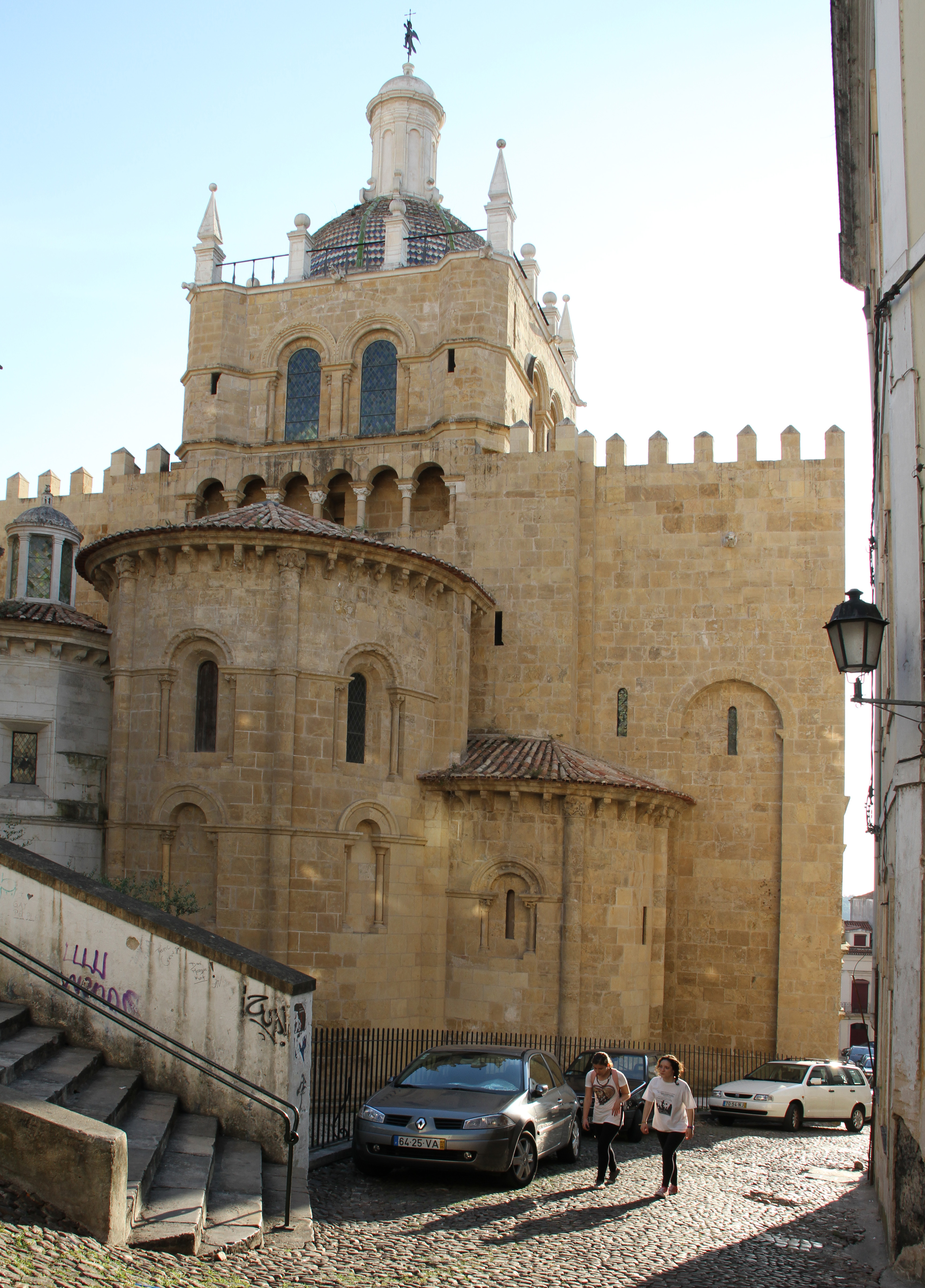
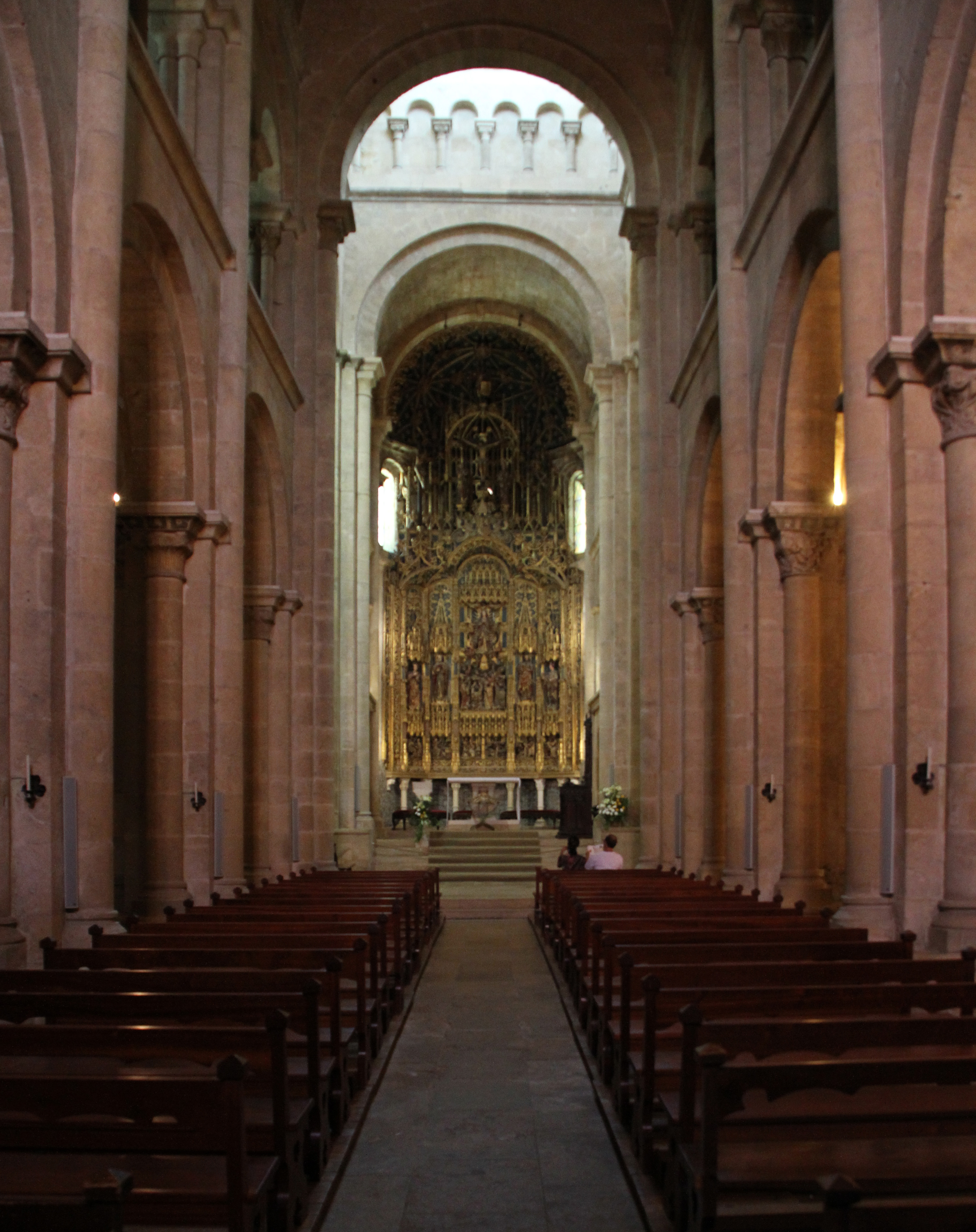
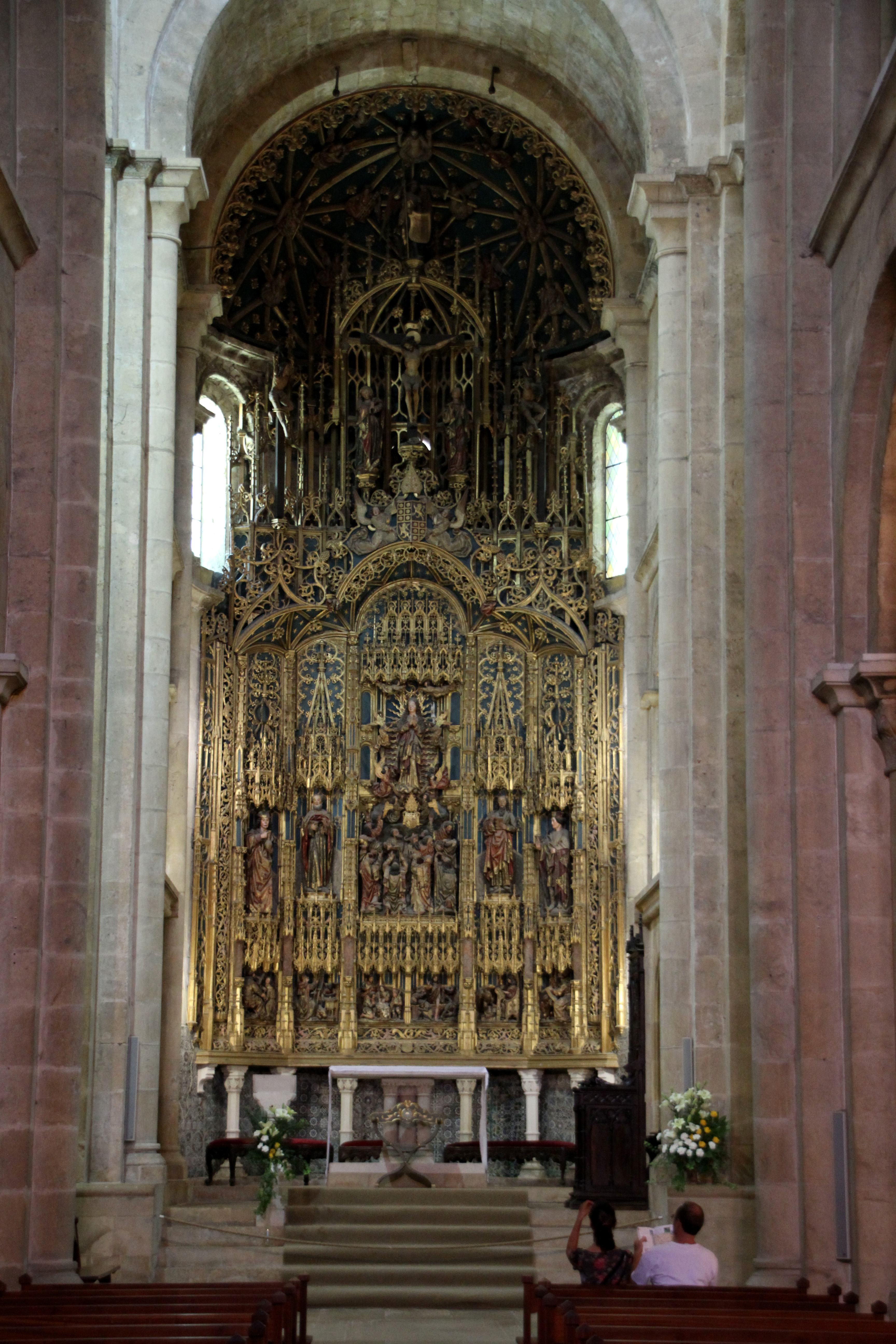
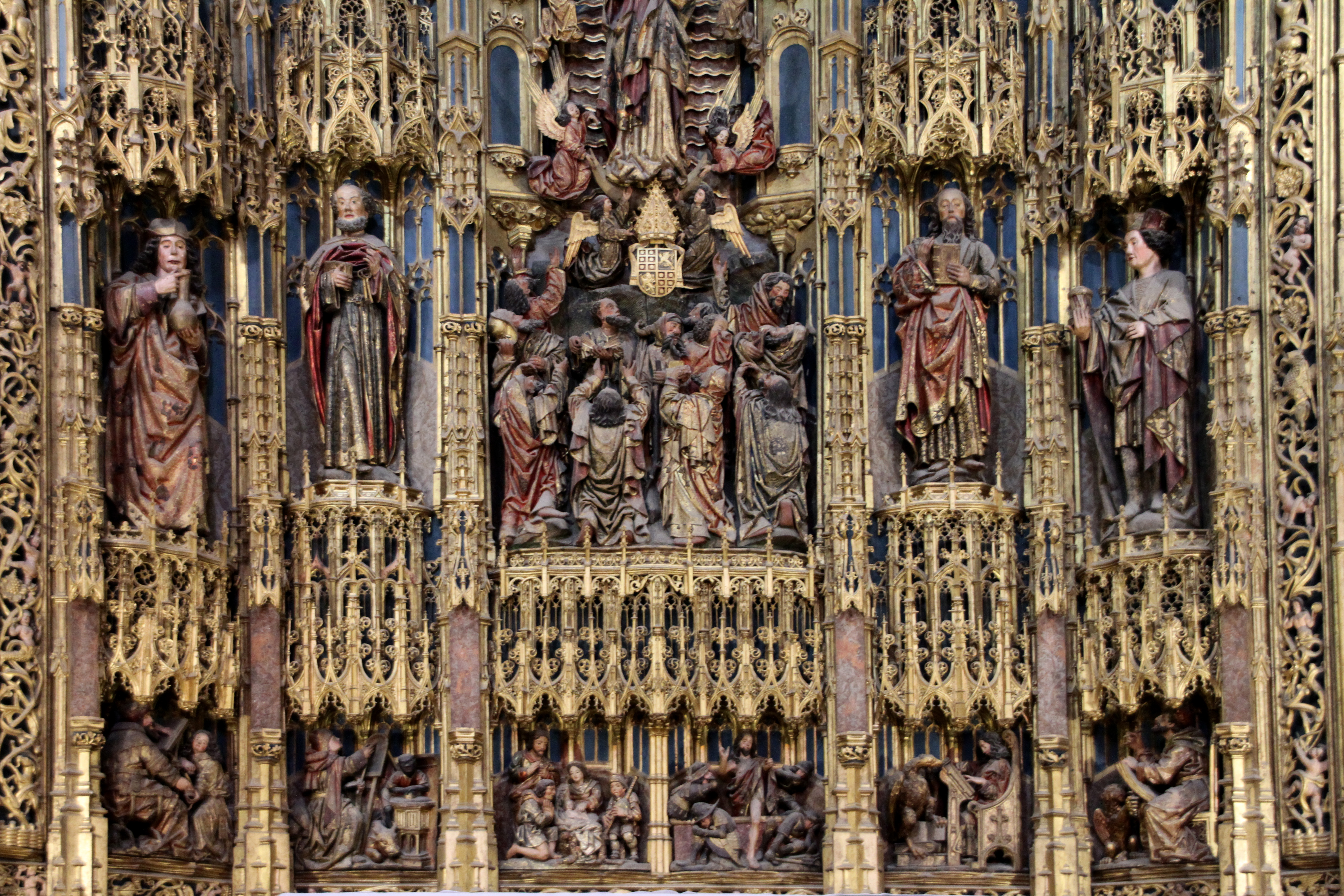